# San Miguel Sigüilá
San Miguel Sigüilá é uma cidade da Guatemala do departamento de Quetzaltenango.